# Balkendsterpoldermolen
De Balkendsterpoldermolen (Westerlauwers Fries: Balkeinsterpoldermole) is een poldermolen ten zuidoosten van het Friese dorp Oude Leije, dat in de Nederlandse gemeente Leeuwarden ligt.

## Beschrijving
De Balkendsterpoldermolen, een maalvaardige grondzeiler die aan de Feinsumer Feart staat, werd in 1844 gebouwd ter bemaling van de polder Balkend. Hij kon aanvankelijk zowel in- als uitmalen. De molen werd in 1988 eigendom van de Stichting De Fryske Mole. In 2006 wees het Wetterskip Fryslân de Balkendsterpoldermolen aan als reservegemaal in geval van wateroverlast. Bij de molen is ook een circuit aanwezig, waarin water kan worden rondgepompt wanneer er niet uitgemalen hoeft te worden.